# Trichocentrum longifolium
Trichocentrum longifolium är en orkidéart som först beskrevs av John Lindley, och fick sitt nu gällande namn av Ined. Trichocentrum longifolium ingår i släktet Trichocentrum och familjen orkidéer. Inga underarter finns listade i Catalogue of Life.